# Butch McCain

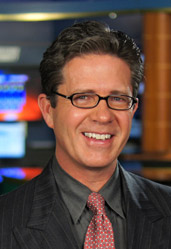
Butch McCain (2012)

Butch McCain (* 12. Juli 1958 in Muleshoe, Texas) ist ein US-amerikanischer Fernsehmoderator, Meteorologe, Schauspieler, Synchronsprecher, Filmproduzent und Drehbuchautor. Gemeinsam mit seinem Bruder Ben McCain ist er in der Musikgruppe The McCain Brothers als Sänger und Songwriter tätig.

## Leben
McCain wurde am 12. Juli 1958 in Muleshoe geboren und wuchs im Örtchen Bovina im Parmer County auf. Er besuchte die dortige Bovina High School und anschließend das South Plains College in Levelland. Anschließend studierte er an der West Texas A&M University in Canyon. Von 1981 bis 1994 arbeitete er gemeinsam mit seinem Bruder bei NBC affiliate KTVY.
Ab Ende der 1980er Jahre übernahm er erste Rollen als Filmschauspieler. Er wirkte in den Fernsehserien General Hospital und Ein schrecklich nettes Haus sowie als Nebendarsteller in den Filmen Mr. Murder – Er wird dich finden …, Outside Ozona und Sex Monster mit. Später folgten Besetzungen in My Name Is Bruce und als Radiosprecher in Desierto – Tödliche Hetzjagd. 2020 war er im Film Dragon Soldiers in der Rolle des Bürgermeisters Eddie Mordry zu sehen, der um die Stadt vor einem Ungeheuer zu schützen, ein Söldnerkommando anheuert.

## Filmografie (Auswahl)

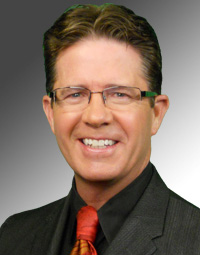
Butch McCain (2010)

### Schauspiel
- 1988: Das Kansas-Komplott (Dark Before Dawn)
- 1989: Loving (Fernsehserie)
- 1993–1994: General Hospital (Fernsehserie, 2 Episoden, verschiedene Rollen)
- 1996: Bud & Doyle: Total bio. Garantiert schädlich. (Bio–Dome)
- 1996: Ein schrecklich nettes Haus (In The House, Fernsehserie, Episode 3x01)
- 1996: Das Grauen aus der Tiefe (Humanoids from the Deep, Fernsehfilm)
- 1997: Midnight Blue
- 1997: Born Bad
- 1997: Außer Kontrolle (Click, Miniserie, Episode 1x06)
- 1998: Mr. Murder – Er wird dich finden … (Mr. Murder, Fernsehfilm)
- 1998: Outside Ozona
- 1998: Field Trip (Fernsehserie, Episode 2x13)
- 1999: Sex Monster (The Sex Monster)
- 1999: Shake, Rattle and Roll: An American Love Story (Fernsehfilm)
- 2000: The Extreme Adventures of Super Dave
- 2000: Martial Law – Der Karate-Cop (Martial Law, Fernsehserie, 2 Episoden)
- 2001: Skippy
- 2001: Rubbernecking
- 2004: Uh Oh!
- 2007: My Name Is Bruce
- 2008: Killer Tumbleweeds
- 2019: The Vaxx (Kurzfilm)
- 2020: Dragon Soldiers
- 2021: Jurassic Hunt

### Synchronisationen
- 2015: A Balanced Life (Kurzfilm)
- 2015: Desierto – Tödliche Hetzjagd (Desierto)
- 2016: Callback
- 2017: Indelible Winter  (Kurzfilm)
- 2019: Sullivan  (Kurzfilm)
- 2021: Hit Job

### Filmschaffender
- 2008: Killer Tumbleweeds (Produktion und Drehbuch)
- 2013: Justin America (Kurzfilm; Produktion)